# Câmara Municipal de Gondomar
A Câmara Municipal de Gondomar é o órgão executivo colegial representativo do município de Gondomar, tendo por missão definir e executar políticas que promovam o desenvolvimento do concelho.

## Descrição
A Câmara Municipal de Gondomar é composta por 11 vereadores, representando diferentes forças políticas. Assume o cargo de Presidente da Câmara Municipal o primeiro candidato da lista mais votada em eleição autárquica ou, no caso de vacatura do cargo, o que se lhe seguir na respetiva lista.

## História

### Vereação 2021–2025
A atual vereação Gondomarense tomou posse em 20 de outubro de 2021, com base nos resultados das eleições autárquicas de 26 de setembro desse ano. Segue-se a lista de cidadãos eleitos para a Câmara Municipal de Gondomar e os respetivos pelouros.
| Presidente da Câmara Municipal              | Presidente da Câmara Municipal | Presidente da Câmara Municipal | Presidente da Câmara Municipal | Presidente da Câmara Municipal | Presidente da Câmara Municipal   |
| Nome                                        | Retrato                        | Pelouro(s) | Partido                        | Partido                        | Período                          |
| ------------------------------------------- | ------------------------------ | --- | ------------------------------ | ------------------------------ | -------------------------------- |
| Marco André dos Santos Martins Lopes        |                                | - Gestão do Território (Planeamento/Urbanismo/Obras municipais) - Proteção Civil e Segurança - Planeamento Estratégico e Estratégia Local de Habitação                   |                                | PS                             | 20 de outubro de 2021 – presente |
| Vereadores                                  |                                | |                                |                                |                                  |
| Luís Filipe Castro de Araújo                |                                | - Vice-Presidente da Câmara Municipal - Educação - Cultura - Juventude - Finanças e contabilidade                                                                        |                                | PS                             | 20 de outubro de 2021 – presente |
| Maria Aurora Moura Vieira                   |                                | - Atendimento Municipal e Modernização Administrativa - Mercados e Feiras - Informática e Transição Digital - Aquisições e Contratação Pública - Projetos Internacionais |                                | PS                             | 20 de outubro de 2021 – presente |
| Sandra Eunice Ramos de Almeida              |                                | - Turismo - Património - Protocolo - Jurídico - Geminações - Multiusos de Gondomar                                                                                       |                                | PS                             | 20 de outubro de 2021 – presente |
| José Fernando da Silva Moreira              |                                | - Desporto - Habitação Pública - Proteção animal |                                | PS                             | 20 de outubro de 2021 – presente |
| Cláudia Manuela Ramos Vieira                |                                | - Desenvolvimento Económico e Empreendedorismo - Coesão Social - Saúde - Vereadora-Adjunta do Presidente para a Gestão do Território e para o Planeamento Estratégico    |                                | PS                             | 20 de outubro de 2021 – presente |
| Ana Luísa Machado Gomes                     |                                | - Recursos Humanos - Ação Climática, Ambiente e Qualidade de Vida - Florestas e Recursos Naturais                                                                        |                                | PS                             | 20 de outubro de 2021 – presente |
| Jorge Manuel de Castro Ferreira de Ascenção |                                | — |                                | PPD/PSD.CDS-PP [Ind.]          | 20 de outubro de 2021 – presente |
| Paulo Diogo Monteiro Tavares                |                                | — |                                | PPD/PSD.CDS-PP                 | 20 de outubro de 2021 – presente |
| Valentina Sanchez Silva                     |                                | — |                                | PPD/PSD.CDS-PP                 | 20 de outubro de 2021 – presente |
| Cristina Alexandra Ribeiro Coelho           |                                | — |                                | PCP-PEV                        | 20 de outubro de 2021 – presente |